# Slapašnica
Slapašnica är ett samhälle i Bosnien och Hercegovina.   Det ligger i entiteten Republika Srpska, i den östra delen av landet, 90 km nordost om huvudstaden Sarajevo. Slapašnica ligger 419 meter över havet och antalet invånare är 318.
Terrängen runt Slapašnica är lite kuperad. Närmaste större samhälle är Bratunac, 4,2 km söder om Slapašnica. 
Omgivningarna runt Slapašnica är en mosaik av jordbruksmark och naturlig växtlighet. Runt Slapašnica är det ganska tätbefolkat, med 67 invånare per kvadratkilometer.